# Wajnganga
Wajnganga, Wainganga – rzeka w Indiach, na wyżynie Dekan o długości 580 km.
Źródła rzeki Wajnganga znajdują się w górach Satpura, następnie rzeka ta łączy się z rzeką Wardha tworząc rzekę Pranhita.
Ważnejsze miasta nad rzeką to:
- Balaghat,
- Bhandara.

Główny dopływ rzeki to:
- Pench.

W dolnym biegu rzeka ta jest wykorzystywana do żeglugi.